# Agnieszka Chacińska
Agnieszka Chacińska (ur. 13 listopada 1969) – polska biolog molekularna, profesor nauk biologicznych, dyrektor IMol.
Interesuje się biochemią komórek oraz molekularnymi aspektami biologii komórki, w szczególności biogenezą, transportem i degradacją białek mitochondrialnych oraz ich nieprawidłowym funkcjonowaniem prowadzącym do patologii. Jej badania koncentrują się na związkach między transportem białek mitochondrialnych a homeostazą białek komórkowych. Członkini Europejskiej Organizacji Biologii Molekularnej, Academia Europea, Niemieckiej Akademii Przyrodników Leopoldina. Członek korespondent Polskiej Akademii Nauk (2016).

## Życiorys
Ukończyła studia na Wydziale Biologii Uniwersytetu Warszawskiego (1988–1993). Za rozprawę „Molekularna analiza przyczyn defektu oddechowego mutanta Nam9p i jego zależność od prionu (PSI) u drożdży”, przygotowaną pod kierunkiem prof. Magdaleny Boguty w Instytucie Biochemii i Biofizyki PAN, uzyskała stopień doktora biochemii (2000), a następnie, za pracę pt. „Współpraca multimerycznych kompleksów białkowych w transporcie prekursorów do mitochondriów”, stopień doktora habilitowanego w tym samym instytucie (2008). W roku 2014 otrzymała tytuł profesora nauk biologicznych.
Była wizytującym naukowcem w laboratorium Profesora Gottfrieda Schatza, Biozentrum, Uniwersytet w Bazylei, Szwajcaria (1996–1998). Odbyła staż podoktorski u profesora Nikolausa Pfannera w Instytucie Biochemii i Biologii Molekularnej Uniwersytetu we Fryburgu (2001–2004), gdzie następnie została kierownikiem własnej grupy badawczej (2004–2009). Później objęła stanowisko profesora w Międzynarodowym Instytucie Biologii Molekularnej i Komórkowej w Warszawie (2009–2017); w 2016 r. pełniła tam też funkcję Zastępcy Dyrektora ds. Rozwoju. W latach 2017–2019 była dyrektorem Centrum Nowych Technologii Uniwersytetu Warszawskiego. W 2020 r. została mianowana dyrektorem nowej jednostki naukowej PAN – IMol.
Jest członkiem Rady Kuratorów Wydziału II Nauk Biologicznych i Rolniczych PAN oraz członkiem Komitetu Biologii Molekularnej Komórki PAN.

## Działalność naukowa
Prowadzi badania w obszarze biologii molekularnej komórki, w szczególności dotyczące biogenezy mitochondriów. Odkryła mechanizmy odpowiedzialne za transport i dojrzewanie ponad tysiąca białek funkcjonujących w mitochondriach oraz molekularne podstawy dynamiki translokazy białek mitochondrialnych TIM23 odpowiedzialnej za transport białek przez i do wewnętrznej błony mitochondrium. Uzupełnieniem poznanych wcześniej szlaków i mechanizmów biogenezy białek mitochondrialnych była identyfikacja białka nazwanego Mia40, które dało początek odkrycia ścieżki działającej poprzez regulowaną wymianę disiarczkową i stanowiącej nowy mechanizm produktywnego transportu frakcji białek mitochondrialnych.
Zainteresowanie wczesnymi etapami importu białek do mitochondriów doprowadziło Chacińską i kierowaną przez nią grupę do odkrycia, że wiele białek mitochondrialnych jest skutecznie degradowanych w cytozolu poprzez system oparty na proteasomie, maszynerii komórkowej do degradacji białek. Ponadto grupa dojrzałych białek mitochondrialnych podlega procesowi retrotranslokacji z mitochondriów do cytozolu w celu ich degradacji przez proteasom. Odkrycie roli degradacji przez proteasom w regulacji proteomu mitochondrialnego stanowiło przełom oraz jest źródłem nowych strategii leczenia grupy chorób o podłożu genetycznym, tzw. mitochondrialnych, które do dziś pozostają nieuleczalne.
Chacińska i współpracownicy odkryli pierwsze reakcje komórki na stres związany z defektami lub opóźnieniami w imporcie białek mitochondrialnych, powodującymi akumulacją prekursorów białek mitochondrialnych w cytozolu. Te reakcje stresowe obejmują regulację translacji oraz regulację proteasomu. Komórki ludzkie reagują na defekty mitochondrialne poprzez ekspresję alternatywnej, bardziej aktywnej wersji proteasomu z podjednostkami typowymi dla immunoproteasomu. Mechanizmy podwyższonej aktywności proteasomu, obecne zarówno w drożdżach, nicieniach, jak i komórkach ludzkich, chronią komórki przed stresem proteotoksycznym, sprzyjając ich przetrwaniu. Jeśli degradacja białek jest nieskuteczna, mitochondrialne białka prekursorowe tworzą złogi, które mogą stać się toksyczne dla komórki i prowadzić do jej degeneracji obserwowanej w chorobach związanych z wiekiem.
Odkrycia Agnieszki Chacińskiej są istotne dla zrozumienia wielu chorób, np. chorób mitochondrialnych – rzadkich chorób o podłożu genetycznym o ciężkim przebiegu, a także powszechnych chorób cywilizacyjnych, np. zaburzeń metabolicznych, neurodegeneracji, demencji związanych z wiekiem, a także nowotworów.

## Nagrody, wyróżnienia i członkostwa
- 2017–2023 – lider programu „Regenerative Mechanisms for Health” (ReMedy) Fundacji na rzecz Nauki Polskiej (wraz z prof. Magdą Konarską)[20][21]
- 2016 – grant Maestro (Narodowe Centrum Nauki; 2016–2022)[22]
- 2016 – Polsko-Niemiecka Nagroda Naukowa Copernicus, wraz z prof. Peterem Rehlingiem(inne języki) (Fundacja na rzecz Nauki Polskiej wraz z Deutsche Forschungsgemeinschaft[23]
- 2016 – Nagroda Prezesa Rady Ministrów za osiągnięcia w zakresie działalności naukowej[24]
- 2015 – Nagroda Ministra Nauki i Szkolnictwa Wyższego w uznaniu wybitnych osiągnięć naukowych[25]
- 2009 – program Welcome (Fundacja na rzecz Nauki Polskiej)[26]
- 2009 – grant EMBO Installation[27]
- Członkini Naukowej Rady eLife (Board of Reviewing Editors) w dziedzinach biochemii i biologii komórki[28][29]
- Członkini Międzynarodowej Rady Doradczej Instytutu Chemii Organicznej i Biochemii Czeskiej Akademii Nauk(inne języki)[30]
- Członkini Rady Doradczej, Centro de Biologia Molecular Severo Ochoa(inne języki) w Madrycie, Hiszpania[31]
- Członkini Naukowej Rady Doradczej Cluster of Excellence, Centre for Integrative Biological Signaling Studies, Uniwersytet we Fryburgu[potrzebny przypis]
- Członkini rad naukowych: Instytutu Biochemii i Biofizyki PAN[32], Instytutu Chemii Bioorganicznej PAN[33][34] oraz Instytutu Biologii Doświadczalnej im. M. Nenckiego PAN[35]

## Wybrane publikacje naukowe
Jest współautorką ponad 90 artykułów w czasopismach naukowych indeksowanych w JCR, które były cytowane blisko 7900 razy. Jej wskaźnik Hirscha wynosi 48 (listopad 2023). Wybrane publikacje:
- „The proteome of Saccharomyces cerevisiae mitochondria”, PNAS 2003[8] (blisko 700 cytowań do 2023 r.[36])
- „Essential role of Mia40 in import and assembly of mitochondrial intermembrane space proteins”, EMBO J. 2004[12] (blisko 350 cytowań do 2023 r.[36])
- „Mitochondrial Presequence Translocase: Switching between TOM Tethering and Motor Recruitment Involves Tim21 and Tim17”, Cell 2005[9] (ponad 270 cytowań do 2023 r.[36])
- „Importing Mitochondrial Proteins: Machineries and Mechanisms”, Cell 2009[10] (ponad 1000 cytowań do 2023 r.[36])
- „Dual Role of Mitofilin in Mitochondrial Membrane Organization and Protein Biogenesis”, Dev. Cell 2011[11] (ponad 300 cytowań do 2023 r.[36])
- „Retro-translocation of mitochondrial intermembrane space proteins”, PNAS 2015[15]
- „Mistargeted mitochondrial proteins activate a proteostatic response in the cytosol, Nature 2015[14]
- „Cytosolic aggregation of mitochondrial proteins disrupts cellular homeostasis by stimulating the aggregation of other protein”, eLife 2021[19]
- „Immunoproteasome-specific subunit PSMB9 induction is required to regulate cellular proteostasis upon mitochondrial dysfunction”, Nat. Commun.(inne języki) 2023[17]